# Хіккі і Боггс
Хіккі і Боггс (англ. Hickey & Boggs) — американський трилер 1972 року.

## Сюжет
До детективів Аль Хіккі і Френка Боггса звертається адвокат з проханням знайти його зниклу подружку. Друзі беруться за справу і незабаром з'ясовується, що зникла дівчина була членом банди, яка здійснила пограбування банку.

## У ролях
| Актор                 | Роль                  |
| --------------------- | --------------------- |
| Білл Косбі            | Аль Хіккі             |
| Роберт Калп           | Френк Боггс           |
| Та-Ронс Аллен         | дочка Нйона           |
| Розалінд Кеш          | Нйона                 |
| Лу Фріззелл           | юрист                 |
| Ненсі Говард          | дружина керуючого     |
| Бернард Неделл        | продавець автомобілів |
| Ізабель Санфорд       | мати Нйона            |
| Шейла Салліван        | Едіт Боггс            |
| Карменкрістіна Морено | Мері Джейн            |
| Джейсон Калп          | син Мері Джейн        |
| Рон Енрікез           | флорист               |
| Луїс Морено           | ув'язнений            |
| Керін Санчез          | дочка Мері Джейн      |
| Роберт Мендан         | містер Брилл          |
| Майкл Моріарті        | Баллард               |
| Деніз Ренфро          | дочка Брилла          |
| Берні Шварц           | Берні                 |
| Метт Беннетт          | товстий хлопець       |
| Білл Гікман           | Монте                 |
| Джералд Пітерс        | Джек                  |
| Том Сігнореллі        | Нік                   |
| Джек Колвін           | Шоу                   |
| Вінсент Гарденія      | Пападакіс             |
| Ед Лотер              | Тед                   |
| Джо Е. Тата           | помічник коронера     |
| Джеймс Вудс           | лейтенант Ваєтт       |
| Лестер Флетчер        | Райс                  |
| Дін Сміт              | Bagman                |
| Джил Стюарт           | Ферроу                |
| Джеррі Саммерс        | Bledsoe               |